# Okres Zalakaros
Okres Zalakaros (maďarsky Zalakarosi kistérség) je bývalý okres v Maďarsku v župě Zala. Jeho hlavním městem bylo město Zalakaros. V roce 2007 byl sjednocen s okresem Nagykanizsa.

## Obce
Okres zahrnoval 19 obcí:
- Balatonmagyaród
- Galambok
- Garabonc
- Gelse
- Kerecseny
- Kilimán
- Kisrécse
- Miháld
- Nagyrada
- Orosztony
- Pat
- Sand
- Zalakaros
- Zalakomár
- Zalamerenye
- Zalasárszeg
- Zalaszabar
- Zalaszentjakab
- Zalaújlak